# Louro (futebolista)
Francisco das Chagas Veras, mais conhecido como Louro (Caraúbas, 26 de dezembro de 1946 — Fortaleza, 12 de dezembro de 2005), foi um futebolista brasileiro que atuou como lateral-direito. Foi eleito o melhor lateral-direito do Campeonato Brasileiro de 1974. Foi revelado nas escolinhas do Moésio Gomes nos anos 60. Ainda treinou os juvenis do Fortaleza e o Bacabal depois de se aposentar, faleceu no dia 12 de dezembro de 2005, vítima de uma parada cardíaca, após ser agredido violentamente em um assalto, e atualmente está enterrado em Maranguape, onde viveu seus últimos dias.

## Títulos
Fortaleza
- Campeonato Cearense: 1964, 1965, 1967, 1973 e 1974
- Torneio Início do Ceará: 1964, 1966

Santa Cruz
- Campeonato Pernambucano: 1972
- Torneio Início de Pernambuco: 1972

Sport
- Campeonato Pernambucano: 1975, 1977
- Torneio Início de Pernambuco: 1977

## Prêmios
Fortaleza
- Bola de Prata de 1974: Lateral-direito.[2]